# Realm of Chaos – Slaves to Darkness
Realm of Chaos (c субтитрами Slaves to Darkness) (рус. Царство Хаоса...Рабы Тьмы) — второй студийный альбом английской дэт-метал группы Bolt Thrower.

## Об альбоме
Запись альбома происходила в течение апреля-июля 1989 года, выпущен он был на лейбле Earache Records, так как контракт с лейблом Vinyl Solution, где был выпущен их дебютный альбом In Battle There Is No Law, продлён не был (по умолчанию он был подписан только на первый дебютный альбом). Альбом был выпущен 28 октября 1989 года, и перевыпущен в 2005 году с новой обложкой (но группа не рекомендует покупать переиздание, так как с него ей не отчисляются гонорары, что связано с более поздней сменой лейбла на Metal Blade).
По сравнению с дебютным альбомом альбом значительно прибавил в скорости, усилились гитарные риффы, в большинстве песен используются бласт-биты. В сочетании со сложной гитарной структурой альбом является одним из первых в «чистом» жанре дэтграйнд.

## Значение
В марте 2023 года группа авторов американского издания Rolling Stone включила песню «World Eater» данного альбома в список «100 величайших хеви-метал песен всех времён». В этом рейтинге она заняла 83-ю позицию, заметку о ней составил Ким Келли.

## Список композиций
- Все песни были написаны группой Bolt Thrower

| №   | Название                                                | Длительность |
| --- | ------------------------------------------------------- | ------------ |
| 1.  | «Intro»                                                 | 1:17         |
| 2.  | «Eternal War»                                           | 2:08         |
| 3.  | «Through the Eye of Terror»                             | 4:22         |
| 4.  | «Dark Millennium»                                       | 2:59         |
| 5.  | «All that Remains»                                      | 4:39         |
| 6.  | «Lost Souls Domain»                                     | 4:13         |
| 7.  | «Plague Bearer»                                         | 2:54         |
| 8.  | «World Eater»                                           | 4:55         |
| 9.  | «Drowned in Torment»                                    | 3:04         |
| 10. | «Realm of Chaos»                                        | 2:50         |
| 11. | «Prophet of Hatred» (бонус-трек, доступен только на CD) | 3:52         |
| 12. | «Outro»                                                 | 0:59         |

## Участники
- Карл Уиллетс — вокал
- Гэвин Уорден — гитара
- Барри Томпсон — гитара
- Эндри Уэйл — барабаны
- Джо Бенч — бас-гитара

## Продюсирование
- Дигби Пеарсон — продюсирование
- Колин Ричардсон — микс
- Джон Бланхе — направление искусства
- Дэйв Лунд — графический дизайн
- Джон Сиббиск — обложка
- Энди Джонс — фотографирование